# 福岡ブロック協議会
福岡ブロック協議会（ふくおかブロックきょうぎかい）は、公益社団法人日本青年会議所の福岡県を担当する協議会。
20歳～40歳までの経済青年人が集い、地域貢献や人財開発を行う各地の青年会議所（通称：JC）を束ねる連絡調整機関。22の青年会議所で福岡県全域をカバーしており、2024年1月の時点で約1,100名の会員を有している。国際青年会議所（略称：JCI）加盟。JCは、「個人の修練」「社会への奉仕」「世界との友情」の三信条のもと、より良い社会づくりをめざし、ボランティアや行政改革等の社会的課題に積極的に取り組んでいる。

## 概要
- 創立：1968年（昭和43年）
- 名称：公益社団法人日本青年会議所　九州地区　福岡ブロック協議会
- 住所：〒812-0021 福岡県福岡市博多区築港本町13-6 ベイサイドプレイス博多C 棟3F
- 代表者：2024年度　会長　照瀬 宏毅（所属：公益社団法人田川青年会議所）
- 連絡先：TEL : 092-263-6333 / FAX :092-263-6334

## 所属
- 一般社団法人 北九州青年会議所（通称：北九州JC）
- 一般社団法人 ひびき青年会議所（通称：ひびきJC）
- 一般社団法人 豊前青年会議所（通称：豊前JC）
- 一般社団法人 美夜古青年会議所（通称：美夜古JC）
- 一般社団法人 飯塚青年会議所（通称：飯塚JC）
- 公益社団法人 田川青年会議所（通称：田川JC）
- 一般社団法人 直方青年会議所（通称：直方JC）
- 公益社団法人 宗像青年会議所（通称：宗像JC）
- 一般社団法人 朝倉青年会議所（通称：朝倉JC）
- 一般社団法人 糸島青年会議所（通称：糸島JC）
- 一般社団法人 糟屋青年会議所（通称：糟屋JC）
- 一般社団法人 つくし青年会議所（通称：つくしJC）
- 一般社団法人 福岡青年会議所（通称：福岡JC）
- 一般社団法人 浮羽青年会議所（通称：浮羽JC）
- 一般社団法人 久留米青年会議所（通称：久留米JC）
- 一般社団法人 筑後青年会議所（通称：筑後JC）
- 一般社団法人 みい青年会議所（通称：みいJC）
- 一般社団法人 八女青年会議所（通称：八女JC）
- 一般社団法人 大川青年会議所（通称：大川JC）
- 一般社団法人 大牟田青年会議所（通称：大牟田JC）
- 一般社団法人 柳川青年会議所（通称：柳川JC）
- 一般社団法人 山門青年会議所（通称：山門JC）

## 福岡ブロック輩出　歴代日本青年会議所会頭
- 1978年　第27代会頭　麻生太郎（飯塚JC）
- 1983年　第32代会頭　榎本一彦（福岡JC）
- 1999年　第48代会頭　松山政司（福岡JC）
- 2023年　第72代会頭　麻生将豊（飯塚JC）

## 歴代会長
- 1968年　会長　後藤  隆雄　福岡JC
- 1969年　会長　粥川  昌典　福岡JC
- 1970年　会長　中川  一郎　直方JC
- 1971年　会長　平野  昭寛　福岡JC
- 1972年　会長　広津  之治　北九州JC
- 1973年　会長　大賀  茂伸　大牟田JC
- 1974年　会長　柳瀬  一輝　田川JC
- 1975年　会長　林田  正義　北九州JC
- 1976年　会長　内藤  博俊　直方JC
- 1977年　会長　佐々木  悟　飯塚JC
- 1978年　会長　板橋  元昭　山門JC
- 1979年　会長　吉永  正義　北九州JC
- 1980年　会長　藤野  健治　小郡JC
- 1981年　会長　野見山  薫　飯塚JC
- 1982年　会長　四宮  嘉助　直方JC
- 1983年　会長　小林  國守　北九州JC
- 1984年　会長　熊谷  信治　福岡JC
- 1985年　会長　牧山  恭久　つくしJC
- 1986年　会長　和田  米彦　北九州JC
- 1987年　会長　橋本  安彦　久留米JC
- 1988年　会長　松本  正洋　中間JC
- 1989年　会長　西高辻  信良　つくしJC
- 1990年　会長　菅原  康夫　北九州JC
- 1991年　会長　脇山  孝治　福岡JC
- 1992年　会長　白石  正嗣　大牟田JC
- 1993年　会長　渡辺  隆治　田川JC
- 1994年　会長　的野  吉男　ひびきJC
- 1995年　会長　小江  剛史　浮羽JC
- 1996年　会長　川口  栄一　柳川JC
- 1997年　会長　谷  弥壽彦　直方JC
- 1998年　会長　桐明  和久　八女JC
- 1999年　会長　池上  秀一　北九州JC
- 2000年　会長　江崎  俊介　山門JC
- 2001年　会長　松山  英治　豊前JC
- 2002年　会長　西座  聖樹　田川JC
- 2003年　会長　原    俊行　美夜古JC
- 2004年　会長　成松  広隆　大川JC
- 2005年　会長　松藤  敏彦　甘木・朝倉JC
- 2006年　会長　植村  敏満　美夜古JC
- 2007年　会長　田中  郁三　宗像JC
- 2008年　会長　藤木    智　ひびきJC
- 2009年　会長　浦    克稔　糸島JC
- 2010年　会長　金光    功　豊前JC